# Sylvicola withycombei
Sylvicola withycombei är en tvåvingeart som först beskrevs av Edwards 1923.  Sylvicola withycombei ingår i släktet Sylvicola och familjen fönstermyggor.
Artens utbredningsområde är Storbritannien. Inga underarter finns listade i Catalogue of Life.